# World Series of Darts 2017
Die World Series of Darts 2017 war eine Serie von Einladungsturnieren der Professional Darts Corporation (PDC). Insgesamt  fanden acht Turniere, inklusive der World Series of Darts Finals statt. Die Spieler führte diese Reise diesmal in die USA, Asien, Neuseeland, Australien und Deutschland.

## Teilnehmer
In den Vorjahren erhielten die Top 6 der PDC Order of Merit (nach Stand nach der Weltmeisterschaft) eine Startberechtigung. Zudem wurden zwei feste Wildcards vergeben. In diesem Jahr änderte die PDC diesen Teilnahmemodus. Weiterhin blieben die Top 6 direkt qualifiziert, allerdings musste dies nicht zwingend dem Stand nach der Weltmeisterschaft entsprechen. Die Wildcards waren zudem nicht mehr fest. Es erhielten demnach für die diversen Events verschiedene Spieler Wildcards.
Spieler die sich über die 
PDC Order of Merit qualifiziert haben:
1. Michael van Gerwen
2. Gary Anderson
3. Peter Wright
4. Adrian Lewis
5. James Wade
6. Phil Taylor
7. Dave Chisnall

Wildcards:
- Raymond van Barneveld
- Gerwyn Price
- Daryl Gurney
- Max Hopp
- Michael Smith
- Simon Whitlock
- Kyle Anderson
- Mensur Suljović

## Format
Je nach Turnier nahmen acht bis 16 Spieler teil. Gesetzt waren immer die Topspieler der PDC. Das restliche Feld wurde durch lokale Teilnehmer aufgefüllt.
Die Turniere wurden allesamt im K.-o.-System gespielt. Spielmodus bei allen Turnieren war ein best of legs. Die Distanz der best of legs war bei den Turnieren unterschiedlich.

## Spielorte
Die fünfte World Series of Darts wurde in den Vereinigten Arabischen Emiraten, Australien, Neuseeland, den Vereinigten Staaten, China, Deutschland und Schottland ausgetragen.
| Dubai |

| Melbourne |

| Perth |

| Auckland |

| Düsseldorf |

| Shanghai |

| Las Vegas |

| Glasgow |

## Preisgeld
Bei jedem Turnier wurden insgesamt £ 60.000 an Preisgeld ausgeschüttet. Das Preisgeld verteilte sich unter den Teilnehmern wie folgt:
| Position (Anzahl der Spieler) | Position (Anzahl der Spieler) | Preisgeld |
| ----------------------------- | ----------------------------- | --------- |
| Gewinner                      | (1)                           | £ 20,000  |
| Finalist                      | (1)                           | £ 10,000  |
| Halbfinalisten                | (2)                           | £ 5,000   |
| Viertelfinalisten             | (4)                           | £ 2,500   |
|                               |                               |           |
|                               |                               | £ 60,000  |

Da es sich um Einladungsturniere handelte, wurden die erspielten Preisgelder bei der Berechnung der PDC Order of Merit nicht berücksichtigt.

## Ergebnisse
| Nr. | Datum           | Event                        | Austragungsort                  | Sieger             | Ergebnis | Finalist              |
| --- | --------------- | ---------------------------- | ------------------------------- | ------------------ | -------- | --------------------- |
| 1   | 24.–25. Mai     | Dubai Darts Masters          | Dubai, Dubai Tennis Stadium     | Gary Anderson      | 11 : 7   | Michael van Gerwen    |
| 2   | 7.–8. Juli      | Shanghai Darts Masters       | Shanghai, Himalaya Theatre      | Michael van Gerwen | 8 : 0    | Dave Chisnall         |
| 3   | 14.–15. Juli    | US Darts Masters             | Paradise, Tropicana Las Vegas   | Michael van Gerwen | 8 : 6    | Daryl Gurney          |
| 4   | 11.–13. August  | Auckland Darts Masters       | Auckland, Trusts Arena          | Kyle Anderson      | 11 : 10  | Corey Cadby           |
| 5   | 18.–20. August  | Melbourne Darts Masters      | Melbourne, Hisense Arena        | Phil Taylor        | 11 : 8   | Peter Wright          |
| 6   | 25.–27. August  | Perth Darts Masters          | Perth, HBF Stadium              | Gary Anderson      | 11 : 7   | Raymond van Barneveld |
| 7   | 20.–21. Oktober | German Darts Masters         | Düsseldorf, Castello Düsseldorf | Peter Wright       | 11 : 4   | Phil Taylor           |
| 8   | 3.–5. November  | World Series of Darts Finals | Glasgow, Braehead Arena         | Michael van Gerwen | 11 : 6   | Gary Anderson         |

## Rangliste
Die Ergebnisse der einzelnen Turniere bildeten eine eigene Rangliste.
Die Rangliste wurde nach folgendem Punktesystem erstellt:
| Runde         | Punkte |
| ------------- | ------ |
| Sieg          | 12     |
| Finale        | 8      |
| Halbfinale    | 5      |
| Viertelfinale | 3      |
| Achtelfinale  | 1      |

### Endstand der Rangliste
| Platz | Spieler               | Punkte |
| ----- | --------------------- | ------ |
| 1     | Gary Anderson         | 39     |
| 2     | Michael van Gerwen    | 35     |
| 2     | Peter Wright          | 35     |
| 4     | Phil Taylor           | 34     |
| 4     | Raymond van Barneveld | 28     |
| 6     | James Wade            | 27     |
| 7     | Daryl Gurney          | 24     |
| 8     | Kyle Anderson         | 15     |
| 9     | Gerwyn Price          | 13     |
| 10    | Corey Cadby           | 12     |
| 11    | Dave Chisnall         | 11     |
| 11    | Simon Whitlock        | 11     |
| 13    | Michael Smith         | 9      |
| 14    | Dawson Murschell      | 3      |
| 14    | Dave Richardson       | 3      |
| 14    | Mensur Suljović       | 3      |

## Übertragung

### World Series of Darts Events
Im deutschsprachigen Raum wurden die Veranstaltungen bis auf das Event in Deutschland nicht im TV ausgestrahlt.
International wurden alle Spiele durch die PDC auf livepdc.tv übertragen.

### World Series of Darts Finals
Im deutschsprachigen Raum wurden die Veranstaltungen nicht im TV ausgestrahlt. Zu sehen war das Turnier aber auf dem Streaming-Dienst DAZN.
International übertrug der britische Fernsehsender ITV4 das Event.